# Rode bataljons
De rode bataljons (Spaans: batallones rojos) waren militaire groepen van arbeiders georganiseerd door Álvaro Obregón om aan de zijde van het Constitutionalistisch Leger te strijden tegen de Conventionalisten van Emiliano Zapata en Pancho Villa tijdens de Mexicaanse Revolutie.
De bataljons werden op 17 februari 1915 in Veracruz, de hoofdstad van de constitutionalistische regering, in het geheim gevormd door Obregón en vertegenwoordigers van de syndicalistische vakbond Casa del Obrero Mundial, toen deze besloot de constitutionalisten te steunen. De overeenkomst viel niet bij alle leden van de vakbond in goede aarde; velen meenden dat de constitutionalisten weinig gemeen hadden met de syndicalistische ideologie. Uiteindelijk sloten 7000 man zich aan bij de rode bataljons, die een belangrijke factor zouden worden in de overwinning van Obregón op Villa in de slag bij Celaya.